# Asunción Sánchez Zaplana
Asunción Sánchez Zaplana, née le 11 novembre 1965, est une femme politique espagnole membre du Parti populaire.

## Biographie

### Vie privée
Elle est mariée.

### Carrière politique
Le 20 décembre 2015, elle est élue sénatrice pour Alicante au Sénat et réélue en 2016.